# Sext Pomponi
Sext Pomponi (Sextus Pomponius) va ser un jurista romà esmentat per Julià. Va viure durant els regnats d'Hadrià, Marc Aureli i Luci Ver.
Aquest autor té un llarg extracte al Digest (Dig. 1. tit. 1. s. 2) agafat d'un dels seus llibres titulat Enchiridion. Altres treballs de Pomponi foren les Variae Lectiones, en més de 41 llibres dels quals se'n tenen referències de 15; Epistolae en 20 llibres; Fideicommissa en 5 llibres; Libri lectionum ad Q. Mucium; Libri ad Plautium; Liber singularis regularum; Libri ad Sabinum; i libri V. SCtorum.